# Tywi

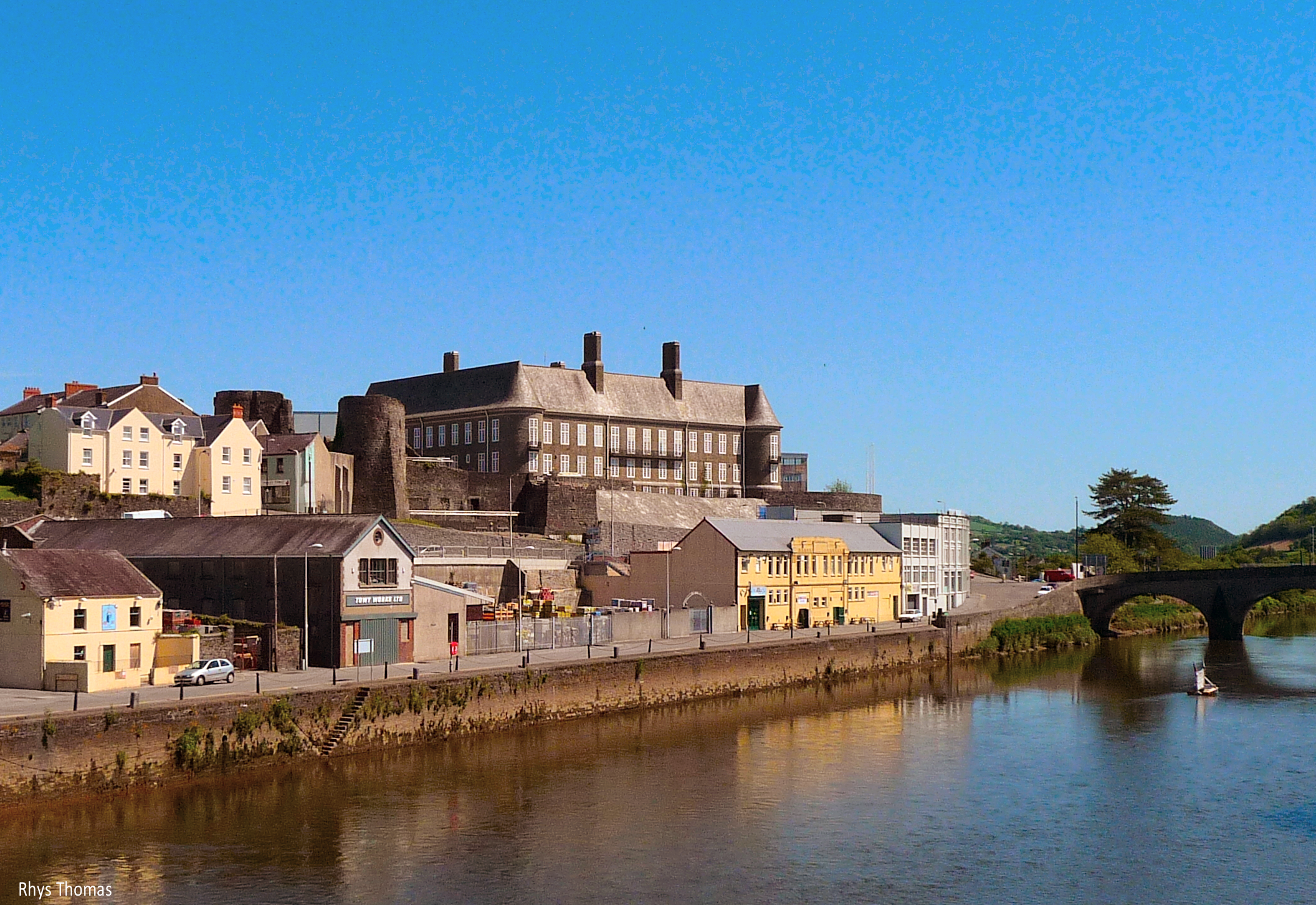
Brzeg Tywi w mieście Carmarthen

Tywi (wal. Afon Tywi, ang. River Towy) – jedna z dwóch najdłuższych rzek Walii i najdłuższa płynąca w całości przez jej terytorium. Długość rzeki od źródeł w rejonie Gór Kambryjskich do ujścia w Zatoce Carmarthen wynosi 121 kilometrów (rzeka Teifi jest o kilometr dłuższa, ale przez ostatnie kilka mil biegnie przez terytorium Anglii). Rzeka jest naturalnym siedliskiem wielu gatunków ryb, w tym troci i jesiotrów.
Rzeka ma swoje źródła w masywie Crug Gynan w Górach Kambryjskich, zaledwie 15 kilometrów od źródeł Teifi. Biegnie na południe przez pagórkowaty teren lasu Towy i przez sztuczny zalew Llyn Brianne dostarczający wodę pitną do sporej części południowo-wschodniej Walii. Następnie tworzy naturalną granicę między hrabstwami Ceredigion i Powys, następnie przez hrabstwo Carmarthenshire, gdzie przepływa przez miasta Llandovery i Llandeilo. W rejonie Carmarthen łączy się z największym dopływem, rzeką Gwili. Rzeka wpada do Zatoki Carmarthen na wschód od plaży Pendine Sands, niedaleko od ujścia dwóch innych walijskich rzek, Taf i Gwandraeth. Ujścia rzeki strzeże zamek Llansteffan, warownia normańska z XII wieku. 
Poza rzeką Gwili, główne dopływy Tywi to: Cothi, Brân i Doethie.